# This Is My Truth Tell Me Yours
This Is My Truth Tell Me Yours – piąty album walijskiej grupy rockowej Manic Street Preachers. Został wydany we wrześniu 1998 przez Epic Records, a w Stanach Zjednoczonych w następnym roku przez Virgin Records. Tytuł to cytat, który pochodzi z przemówienia wygłoszonego przez walijskiego polityka Partii Pracy Aneurin'a Bevan'a. Jest ich pierwszym albumem, w którym teksty są napisane wyłącznie przez Nick'iego Wire'a. Album jest o wiele bardziej stonowany w porównaniu do poprzednich płyt. Otrzymał nagrodę Brit Awards za najlepszy brytyjski album w 1999 roku. Singiel promujący If You Tolerate This Your Children Will Be Next był pierwszym utworem tego zespołu, który zadebiutował na brytyjskiej liście przebojów na miejscu pierwszym.

## Lista utworów
1. "The Everlasting" – 6:09
2. "If You Tolerate This Your Children Will Be Next" – 4:50
3. "You Stole the Sun from My Heart" – 4:20
4. "Ready for Drowning" – 4:31
5. "Tsunami" – 3:50
6. "My Little Empire" – 4:09
7. "I'm Not Working" – 5:51
8. "You're Tender and You're Tired" – 4:37
9. "Born a Girl" – 4:12
10. "Be Natural" – 5:12
11. "Black Dog on My Shoulder" – 4:48
12. "Nobody Loved You" – 4:44
13. "S.Y.M.M." (South Yorkshire Mass Murderer) – 5:57